# 서드 컬처 키드
제3문화권 어린이(第三文化圈 - , 영어: third culture kid 서드 컬쳐 키드[*])는 성장기의 상당 부분을 부모의 문화 밖에서 자란 사람이다.

## 정의
제3문화권 어린이는 어떤 문화에도 온전한 주권을 가지지 못하지만, 부모의 문화와 그 외의 문화 모두와 관계를 형성한다. 각 문화의 여러 요소가 제3문화권 어린이의 삶의 체험에 동화되어 있지만, 소속감은 비슷한 배경을 가진 다른 이들과 맺는 관계 중에서 느낀다.
사회과학자 존 우심과 루스 우심 박사 부부가 1950년대에 인도에 가서 1년 동안 외무부 직원으로, 선교사로, 기술직 고문으로, 사업가로, 교육자로 언론사 특파원으로 일하고 생활하는 미국인들을 연구하다가 제3문화라는 용어를 만들어냈다. 인디아에 있는 동안 우심 부부는 다른 나라에서 온 재외국인들도 만나게 되었고 재외국인 공동체의 문화는 고유한 특징들을 지니고 약간씩 기원이 다르며 독자적인 스타일과 계층 체계가 있지만 모두 밀접하게 연결되어 있다는 것을 알게 된다. 재외국인들은 고국과도 다르고 체류국과도 다른 라이프 스타일을 만들어 내서 이들이 현지를 배경으로 공유하는 것이 바로 이들만의 라이프 스타일이라고 깨닫게 된다.
재외국인들의 세계를 정리하기 위해 우심 부부는 성인들의 출발문화인 고국문화를 제1문화로 정의했다. 가족들이 살고 있는 체류국은 제2문화이다. 그리고 재외국인 공동체가 공유하는 라이프 스타일을 중간 문화, 혹은 "문화들 간의 문화"라고 구별하고 이를 "제3문화"라고 이름 붙였고 이 중간 문화에서 자란 아이들을 제3문화권 어린이라 불렀다.
제3문화권 어린이의 등장은 인류의 문화가 존재하기 시작하던 때부터 있어왔던 현상이었지만, 폴락은 최근에 들어서야 이들에 대한 관심이 증대된 것에 대하여 다음의 세 가지 이유를 들어 설명하고 있다. 첫째는 20세기 후반에 이르러, 전 세계를 무대로 한 다양한 형태의 직업에 종사하는 사람들의 수가 현저하게 증가하게 되면서 새로운 문화에서 성장해야 하는 이들 가정의 자녀들의 수 또한 증가되었다. 둘째로는 과거에 부모를 따라 새로운 세계 속에서의 성장을 경험했던 제3문화권 어린이가 지금은 사회의 각 분야에서 안정적 자리를 잡고 이들만의 더 큰 목소리를 낼 수 있게 되었다. 마지막으로, 제3문화권 어린이에 대한 인식과 중요성의 증가를 그 이유로 들고 있다.

### 제3문화권 어린이가 공유하는 경험
순수하게 다문화적인 환경에서 자란다. 이들은 간접적으로 다른 문화들을 지켜보고 공부하고 분석하는 것이 아니라, 고국과 체류국 문화를 왕래하며 실제로 다른 문화권에서 살아간다. 여러 번 이동을 하거나 부모가 다른 문화권 출신인 몇몇 제3문화권 어린이는 네 개 이상의 문화와 밀접하게 상호작용을 하며 자란다.
고도로 이동성이 높은 세계에서 자란다. 이동성은 제3문화 경험에 일반적이다. 제3문화권 어린이 스스로나 주변에 있는 이들은 끊임없이 오고 가는데 국가 간 이동을 하면서 여러 번 이사, 전학을 다니기도 한다. 이들 삶 속의 사람들은 늘 변하며 물리적 환경의 배경 역시 자주 변한다.

### 장점

#### 확장된 세계관
제3문화권 어린이가 지닌 경험의 가장 큰 장점은 다양한 국가와 문화권에서 자라면서 세계의 많은 지리적 차이를 직접적으로 관찰하는 것뿐 아니라, 사람들이 삶을 서로 다른 철학적, 정치적 관점에서 본다는 것을 익힌다는 것이다. 동일한 대상을 보는 방법이 한 가지 이상이라는 제3문화권 어린이의 인식은 인생 초기에 시작된다.

#### 풍요로운 다문화
제3문화권 어린이는 대개 모국보다는 여러 문화에 소속감과 관심을 갖는다. 그들은 그저 방문을 하는 이들처럼 여러 가지 행동상의 차이에서 좌절감을 느끼기보다는 그 배후에 있는 이유를 이해할 만큼 충분히 오랫동안 여러 곳에서 살아보았다.

### 어려움

#### 혼란스러운 충성심
아이러니하게 확장된 세계관 때문에 제3문화권 어린이는 정치, 애국심, 가치관과 같은 복잡한 문제들이 혼란스러울 수 있다. 또한 가치관의 부조화 문제를 겪는다. 이들은 많은 경우 굉장히 상반되는 가치 체계들을 가진 문화권들에서 살아간다. 예를 들어 낙태는 안 된다고 하는 문화가 있고, 임신 중 특정 시점까지는 괜찮다고 하는 문화도 있다.

#### 고국문화의 무지
다문화적인 관습과 능력들을 습득하였지만 정작 자신의 나라에 대해서는 거의 아는 게 없을 수도 있다. 모국의 역사나 정치, 문화적 규칙 등에 대해서 제대로 배울 기회가 없었기 때문이다.

## 개인적 특징

### 문화 카멜레온
제3문화권 어린이는 대게 빈번하게 변하는 문화에서 살아남기 위해 문화 적응성을 어느 정도씩 키우게 된다. 어떤 일이 벌어지는지 잠시 관찰을 한 후 현재 있는 장소에 더 잘 어울리는 데 필요한 특징들을 취하려고 사용하는 언어, 관계 맺는 방식, 겉모습의 스타일, 문화적 관행을 바꾸는 것에 대해 제3문화권 어린이는 카멜레온이라는 용어를 사용한다. 이러한 행동은 다른 문화 속에서 살면서 겪을 충격을 완화시킬 수 있다. 한편으로는 어떤 문화권에 있는지 상관없이 의지하고, 삶의 기준으로 삼는 데 필요한 절대적인 가치가 있는지에 대해 가늠하는 것이 어려워 질 수 있다. 결국 진짜 자신이 누구인지 모르게 될 수도 있다.

### 편견
다양한 배경을 가진 출신을 가진 사람들과 가깝게 지내고 친한 친구로 지내게 되는 경험은 그러한 다양성을 진심으로 즐기고, 서로가 모두 동등한 참여자라고 생각하는 능력을 갖게 한다. 많은 제3문화권 어린이는 각종 배경을 지닌 사람들을 차별하지 않고 그저 같은 사람이라고 무의식적으로 가정한다. 하지만 일부 제3문화권 어린이는 다른 사람들보다 편견이 더 많은 것처럼 보이기도 한다. 그들이 역사적으로 엘리트 그룹에 속했고 그 지위로 인해 특별한 존경을 받아왔기 때문일 것이다.

## 실질적인 능력

### 다문화 능력
제3문화권 어린이에게 체화된 여러 문화의 관행은 문화의 숨겨진 측면, 심층부에 민감하게 반응할 수 있고 그 차원에서 성공적으로 일할 수 있는 능력이다. 또한 다양한 문화권의 학습 및 교수 스타일로 여러 학교에 다녀본 경험으로 다문화 교육에 대해 더 잘 이해할 수 있고 대처할 수 있다. 이는 국제무대를 배경으로 활동하거나 다문화 관련 직업에 종사하는 데에 중요한 능력이다.

### 언어능력
이중언어 혹은 다중언어는 다양한 그룹의 사람과 의사소통을 할 수 있다는 장점 외에도 여러 가지 장점이 있다. 예를 들면, 영어 교수 지아닌 헤니 박사에 따르면 조기에 여러 언어를 학습하면 일반적으로 사고력이 강화되고 어린이들이 학업 면에서 해당 학년보다 높은 수준을 성취하는 데에 도움이 된다고 한다. 한 언어의 문법을 배우는 것이 다른 언어에 대한 문법적인 이해력을 강화시키기 때문이다.

## 심리적 문제

### 뿌리의식과 소속감 결여
제3문화권 어린이는 정체성이 형성되기 이전의 시기부터 많은 나라에서 거주하며 자란다. 그렇기 때문에 어느 한 곳을 고향이라고 하기 어렵다.

### 개인 정체성 발달
제3문화권 어린이는 살아가면서 문화적 혼란과 국적 혼란을 겪는 경험을 한다. 자신이 한국인이라도 다른 나라에서의 거주 경험이 길면 이러한 문제에 대해 내적 갈등을 할 수도 있다. 또한 다른 나라의 문화와 관습에 순응하기 바빠서 사춘기 동안 일반적으로 문화 규칙들을 시험해 보는 기회가 줄어들 수 있다. 그래서 사춘기를 늦게 겪기도 한다. 제 3문화 아이들의 경우 모국으로 다시 귀국할 때 역문화 충격을 받으며, 귀국 이후 재적응하는 과정에서 심리적 어려움을 경험하는 학생들이 많은 것으로 알려져 있다(Hervey, 2011; Pollock & Reken, 2008).

## 교육
외국에서 학교를 다니게 되면 국제학교, 현지의 사,공립학교, 외국인 학교 등의 경우를 고려하게 된다. 그 나라의 문화에 따라, 또 학교 종류에 따라 교육 방식은 달라진다. 주입식 교육을 강조하는 학교 시스템이 있고, 학생 스스로 과제의 해답을 찾아가는 문제 중심 학습만을 수행하는 학교 시스템도 있다. 학생들 간의 토론 뿐만 아니라 교사와 학생이 자유롭게 의견은 나누는 것이 당연한 문화권도 있고 반대로 학생은 교사를 따라야 하는 것이 바람직하게 여겨지는 문화권도 있다.
학생들에게 동기를 부여하는 방법 또한 문화마다 다르다. 매일 숙제가 있고 채점하여 6주마다 성적표를 받는 식으로 엄격하게 학생을 관리하는 곳도 있고 반대로 매일 숙제를 내주거나 검사를 하지도 않고 기말시험 결과가 중요한 곳이 있다. 이전과 다른 교육 방식을 받게 되는 것은 제3문화권 어린이와 그 가족들에게 혼란을 겪게 한다. 호주 머독 대학 교육학과의 브라이언 힐 교수는 다른 문화권에서 아이를 키우는 부모는 아이의 교육을 통해 다음의 일곱 가지 성과를 얻어야 한다고 말한다.
첫째, 아이가 새로운 것을 배우는 동안 안정적이고 긍정적인 자아상을 유지할 수 있도록 해야한다. 둘째, 모국 문화에서 통용되는 생존 기술을 습득하게 한다. 셋째, 자신만의 창의적인 재능을 찾고 키울 수 있게 한다. 넷째, 인간 사고와 경험의 주요 영역에 접근할 수 있게 한다. 다섯째, 아이의 사회생활에 영향을 주는 지배적인 세계관과 가치 성향을 인식할 수 있게 한다. 여섯째, 비판적으로 사고하고 책임감 있게 선택하는 능력을 키워준다. 일곱째, 공감, 존경심 및 자신과 신념이 다른 사람을 포함해 다른 이들과 의사소통을 하는 능력 등을 키워준다.

## 나라별 현황

### 대한민국
기업 주재원, 선교사, 사업 등 부모의 직업을 따라 조기 유학을 가거나 어학연수 등의 이유로 해외로 이동하는 경우가 많아 졌고 다시 돌아오는 자국민들도 있다. 세계화, 다원화와 맞물려 부모들의 해외 파견근무, 유학, 이민 등의 증가로 인해 제3문화권 어린이도 계속 증가할 것으로 보인다.

## 같이 보기
- 재외국민
- 다문화가정
- 국제유목민